# Кароліна (Сілезьке воєводство)
Кароліна (пол. Karolina) — село в Польщі, у гміні Рендзіни Ченстоховського повіту Сілезького воєводства.
У 1975-1998 роках село належало до Ченстоховського воєводства.